# Shashemene Zuria
Pour la ville, voir Shashamané.
Shashemene Zuria est un woreda du centre-sud de l'Éthiopie, situé dans la zone Mirab Arsi de la région Oromia. Issu de l'ancien woreda Shashemene, Shashemene Zuria est le woreda majoritairement rural qui entoure la ville de Shashamané. Il a 246 774 habitants en 2007 et son centre administratif est Kuyera.

## Géographie
Situé dans l'ouest de la zone Mirab Arsi et limitrophe de la région Sidama, le woreda Shashemene Zuria s'étend dans la vallée du Grand Rift autour de Shashamané.
Il est bordé au nord-est par la rivière Dadaba qui le sépare d'Arsi Negele[réf. souhaitée], à l'est par Kore, au sud-est par Kofele, au sud par la région Sidama et à l'ouest par Shala.
Son centre administratif, Kuyera, se trouve sur la route d'Addis Abeba à Nairobi, à seulement 10 km d'Arsi Negele et à 13 km de Shashamané,, à près de 2 000 m d'altitude.

## Histoire
Avant d'avoir elle-même le statut de woreda, la ville de Shashamané est pendant longtemps simplement le chef-lieu du woreda Shashemene.
Comme son voisin Arsi Negele, Shashemene semble faire partie de l'awraja Chilalo de la province de l'Arsi avant 1935, et passer par la suite dans l'awraja Haykoch et Boutajira de la province du Choa.
À la réorganisation du pays en régions, il se rattache à la zone Misraq Shewa de la région Oromia.
Il rejoint la zone Mirab Arsi probablement en 2007.
Parallèlement, au plus tard en 2007, Shashamané acquiert le statut de woreda et se détache du woreda environnant. Ce dernier prend alors le nom de « Shashemene Zuria » avec Kuyera comme chef-lieu.

## Démographie
D'après le recensement national réalisé en 2007 par l'Agence centrale de la statistique d'Éthiopie, le woreda Shashemene Zuria compte 246 774 habitants et 4 % de sa population est urbaine.
La majorité des habitants (87 %) sont musulmans, 6 % sont protestants, 6 % sont orthodoxes et moins de 1 % sont catholiques.
Avec 10 193 habitants en 2007, Kuyera est la seule agglomération recensée dans le woreda.
En 2022, la population du woreda est estimée à 351 898 personnes avec une densité de population de 458 personnes par km2 et 768 km2 de superficie.